# Chalcopteryx rutilans
Chalcopteryx rutilans – gatunek ważki z rodziny Polythoridae. Występuje na terenie Ameryki Południowej.